# 來去美國
《來去美國》（英語：Coming to America）是一部1988年美國浪漫喜劇電影，由約翰·蘭迪斯執導，故事根據艾迪·墨菲發想，講述墨菲飾演的虛構非洲國家薩慕達（Zamunda）王子阿基姆·喬福（Akeem Joffer）希望藉著前往美國的機會，尋找自己的夢中新娘。其他主要演員包括阿塞尼奧·霍爾、詹姆斯·厄爾·瓊斯、約翰·艾莫斯、瑪姬·辛克拉及莎莉·海德利。
《來去美國》於1988年6月29日在美國上映，口碑票房雙收。電影受到歡迎後於1989年製作了衍生電視劇試播集，但最終未成形。2021年推出時隔多年續集《來去美國2》。

## 劇情
非洲富裕國家薩慕達（Zamunda）王子阿基姆·喬福在他21歲生日時就厭倦備受寵愛的生活方式，並希望為自己做更多的事。當父母賈菲國王和奧蕾恩皇后為他準備好新娘時，阿基姆決定為了尋找適合自己的真命天女而與好友兼僕人塞米前往美國紐約市皇后區，並將自己假扮成來自非洲的貧窮學生。阿基姆在尋找新娘時，參加了一個當地人的募資聚會，其中他對莉莎·麥道爾一見鍾情。為了接近對方，阿基姆和塞米到莉莎父親克萊奧擁有的快餐店麥當兒（McDowell's，戱仿麥當勞）工作。
在莉莎厭倦她討厭的高富帥男友戴瑞·詹克斯時，阿基姆試圖贏得莉莎芳心。克萊奧在未經莉莎同意下，自行宣布戴瑞與她訂婚後，莉莎不再理他。之後，她開始與阿基姆約會，阿基姆聲稱他來自貧窮牧羊人家庭。同時儘管阿基姆努力工作並學習平民生活，但塞米並不適應這種低等生活。當塞米為他們的公寓提供熱水浴池和其他奢侈品時，與莉莎在公寓的晚餐約會受到挫敗後，阿基姆沒收了他的錢，並將其捐贈給了兩名流浪漢。塞米用電報機向賈菲國王索要更多金錢，促使王室前往皇后區，揭露他作為王子的身份。
克萊奧最初不贊成以窮人身分行動阿基姆與女兒在一起，直到得知其王子身份後，積極地促進女兒與對方的關係，並驅逐了前來求談和的戴瑞。莉莎在與賈菲國王接觸後得知，阿基姆在家鄉已經有訂婚妻子，但讓她對阿基姆沒有向自己坦白而感到生氣；阿基姆解釋說，他希望她能看在彼此的感情而非身份來愛他，甚至願意放棄王位，但受傷又生氣的莉莎仍然堅定拒絕並離去。失望的阿基姆辭去工作並遵從家族使命回到家鄉參加婚禮。當他們離開時，賈菲因堅持過時傳統而不是確實考慮兒子幸福而受到奧蕾恩譴責。
最終國王還是在皇后說詞下想通了。在結婚典禮上，當頭戴面紗新娘是莉莎本人時，阿基姆感到驚喜。儀式結束後，他們高興地乘坐馬車向薩慕達子民們歡呼。看到這樣的輝煌，莉莎既驚訝又感動，阿基姆曾說過會為了她放棄這一切；阿基姆再次提出，如果她確實不想過這種生活的話，那他願意退位，但莉莎調皮地拒絕。

## 演員
- 艾迪·墨菲飾演
  - 阿基姆·喬福王子（Prince Akeem Joffer）：薩慕達王子，為了尋找適合自己真命天女而前往美國生活。
  - 蘭迪·華森（Randy Watson）：虛構樂團性巧克力（Sexual Chocolate）靈魂歌手。
  - 薩羅：理髮店猶太顧客。
  - 克拉倫斯（Clarence）：公寓樓下理髮店老闆。
- 阿塞尼奧·霍爾（英语：Arsenio Hall）飾演
  - 塞米：阿基姆好友兼僕人。
  - 布朗牧師（Reverend Brown）：募資聚會主持人。
  - 理髮師莫里斯（Morris the barber）：理髮店師傅。
  - 醜陋女子：其貌不揚的女性夜店顧客。
- 詹姆斯·厄爾·瓊斯飾演賈菲·喬福國王（King Jaffe Joffer）：薩慕達國王兼阿基姆之父。
- 約翰·艾莫斯（英语：John Amos）飾演克萊奧·麥道爾（Cleo McDowell）：阿基姆雇主，莉莎之父。
- 瑪姬·辛克拉（英语：Madge Sinclair）飾演奧蕾恩·喬福皇后（Queen Aoleon Joffer）：薩慕達皇后兼阿基姆之母。
- 莎莉·海德利（英语：Shari Headley）飾演莉莎·麥道爾（Lisa McDowell）：克萊奧長女，阿基姆愛人。
- 克林特·史密斯（Clint Smith）飾演理髮師史威特（Sweets the barber）
- 保羅·貝茲（Paul Bates）飾演奧哈（Oha）：皇室執事。
- 艾格·拉·薩爾（英语：Eriq La Salle）飾演戴瑞·詹克斯（Darryl Jenks）：莉莎男友，最終與她分手。
- 弗蘭基·費森飾演房東：阿基姆和塞米公寓的屋主。
- 凡妮莎·貝爾（英语：Vanessa Bell Calloway）飾演伊瑪妮·伊齊（Imani Izzi）：王室原先安排的阿基姆訂婚對象。
- 路易·安德森（英语：Louie Anderson）飾演莫里斯（Maurice）：克萊奧員工。
- 艾莉森·迪恩（Allison Dean）飾演派希絲·麥道爾（（Patrice McDowell）：克萊奧次女，莉莎的妹妹。
- 希拉·約翰遜（Sheila Johnson）飾演宮女。
- 傑克·史坦菲德（英语：Jake Steinfeld）飾演計程車司機。
- 卡爾文·洛克哈特飾演伊齊上校（Colonel Izzi）：伊瑪妮之父。
- 山繆·傑克森飾演劫匪：持槍打劫麥道爾的慣犯。
- 沃迪·科蒂斯-霍爾（英语：Vondie Curtis-Hall）飾演籃球賽小販：薩慕達外勞，於阿基姆排隊途中認出其身分並合照。
- 嘉絲莉·畢薇斯（英语：Garcelle Beauvais）飾演皇家玫瑰花侍者。
- 維多莉亞·迪拉德（英语：Victoria Dillard）飾演皇家私人沐浴侍從。
- 魯賓·聖地亞哥-哈德森（英语：Ruben Santiago-Hudson）飾演街頭騙子。
- 小古巴·古丁飾演理髮男孩，這也是他出演的首部電影。
- 唐·阿梅奇和拉爾夫·貝拉米（英语：Ralph Bellamy）分別從蘭迪斯執導、墨菲主演的喜劇片《颠倒乾坤》（1983年）中再次飾演莫蒂默（Mortimer）和伦道夫·杜克（Randolph Duke）。[6]

## 外部連結
- 互联网电影数据库（IMDb）上《來去美國》的资料（英文）
- Paramount Movies （页面存档备份，存于）
- Box Office Mojo上《來去美國》的資料（英文）
- 爛番茄上《來去美國》的資料（英文）
- 美国电影学会目录上的《來去美國》（英文）